# Encymon scintillans scintillans
Encymon scintillans scintillans es una subespecie de coleóptero de la familia Endomychidae.

## Distribución geográfica
Habita en las  islas Salomón  (Oceanía).